# Crella sigmata
Crella sigmata är en svampdjursart som beskrevs av Topsent 1925. Crella sigmata ingår i släktet Crella och familjen Crellidae. Inga underarter finns listade i Catalogue of Life.